# Moreno Di Biase
Moreno Di Biase (Lanciano, 5 november 1975) is een voormalig Italiaanse wielrenner van 1998 tot 2005. Hij behaalde de meeste van zijn overwinningen ver buiten Italië.

## Overwinningen
1996
- Trofeo Città di Castelfidardo

1997
- Trofeo Franco Balestra - Memorial Sabbadini

1999
- 5de etappe Ronde van Langkawi
- 6de etappe Ronde van Slovenië
- 1ste etappe Ronde van Japan

2002
- 4de en 5de etappe Ronde van Langkawi
- 3e etappe Brixia Tour

2003
- 2e etappe Tour de Georgia

2005
- 1e en 5de etappe Ronde van Venezuela

## Resultaten in voornaamste wedstrijden
| Jaar | Ronde van Italië | Ronde van Frankrijk | Ronde van Spanje |
| ---- | ---------------- | ------------------- | ---------------- |
| 1998 |                  |                     |                  |
| 1999 |                  | opgave              |                  |
| 2000 | 119e             |                     |                  |
| 2001 | 118e             |                     |                  |
| 2002 | 137e             |                     |                  |
| 2003 | buiten tijd      |                     |                  |
| 2005 | opgave           |                     |                  |

| Jaar | Milaan-San Remo |
| ---- | --------------- |
| 1998 |                 |
| 1999 |                 |
| 2000 |                 |
| 2001 |                 |
| 2002 | 43e             |
| 2003 |                 |
| 2005 |                 |